# Fàbrica Peitx
La fàbrica Peitx és un conjunt arquitectònic situat als carrers de Francisco Giner (antigament Culebra), Domènech i Mozart (antigament Aurora) de la Vila de Gràcia (Barcelona), catalogat com bé amb elements d'interès (categoria C). Actualment hi ha una escola de dansa i una productora cinematogràfica.

## Història
El suís Jean Werly (1779-1846) es va establir a Bar-le-Duc (Lorena), on el 1832 va inventar la cotilla sense costures. El 1865, la casa Robert Werly i Cia, amb fàbrica a Gràcia, anunciava els seus productes en un diari barceloní. Posteriorment, i amb la incorporació d'Ernest Daget (1833-1894), casat amb una neta del fundador, la societat va canviar de nom a E. Daget i Laguerre-Werly, amb despatx al carrer de Mendizabal (actualment Junta de Comerç), 6 de Barcelona.
Cap al 1881, la fàbrica va passar a mans de Josep Peitx i Augé, i s'anunciava com a «Corsés Werly sin costura. José Peitx, sucesor de E. Daget y Laguerre-Werly. Gran fábrica, primera en España». Posteriorment, va ser reformada i ampliada per ell mateix i el seu fill Joan Peitx i Solà (1834-1915). El seu net Josep Maria Trias i Peitx (1900-1979) hi entrà a treballar amb només catorze anys.
Als anys 1920, hi havia la fàbrica de brodats i teixits Vídua de Francesc Cardona.

## Descripció
Es tracta d'un conjunt casa-fàbrica format per tres edificis diferents:
- Francisco Giner, 27: Edifici d'habitatges de planta baixa i tres pisos.[3]
- Francisco Giner, 25 i Domènech, 9: Edifici industrial de planta baixa, tres pisos i àtic reculat de la façana. Als baixos, les obertures són d'arc de mig punt, i als pisos, gran finestrals de factura senzilla i amb fusteria original. A l'interior es manté l'escala, el muntacàrregues, sostres i paviments de fusta originals. L'accés es realitza per una petita porta al carrer de Domènech.[3]
- Domènech, 7 i Mozart, 2: Edifici industrial de planta baixa i quatre pisos. Les obertures dels baixos són d'arc de mig punt i les dels pisos amplis finestrals amb mainell. A l'interior es manté una bona part de la fusteria original, sostres i paviments. Té dues portes d'accés, una de caràcter domèstic al carrer de Mozart, i una altra més monumental al carrer de Domènech.[3]